# روكياتا ويدراغو
روكياتا ويدراغو (بالإنجليزية: Roukiata Ouedraogo)‏ (مواليد 1979)، هي مُمثلة وكاتبة مسرحية وكوميدية بوركينابية. شاركت سنة 2014 في الفيلم الكوميدي الفرنسي سامبا.

## مسارها الفني
انتقلت روكياتا في عُمر مُبكر إلى العاصمة واغادوغو لتُتم دراستها هُناك. خلال دراستها الثانوية، انضمت إلى الفرقة المسرحية للثانوية، وشاركت مع هاته الأخيرة في عُروض في جميع أنحاء بوركينا فاسو.

## حياتها الخاصة
تتحدث روكياتا ويدراغو كُلا من اللغة الفرنسية واللغة البمبرية بطلاقة. روكياتا مُزوجة من المُخرج ستيفان إيلياغ.

## روابط خارجية
روكياتا ويدراغو على موقع IMDb (الإنجليزية)
- روكياتا ويدراغو على موقع ألو سيني (الفرنسية)
- روكياتا ويدراغو على موقع قاعدة بيانات الفيلم (الإنجليزية)